# Trận Kircholm
Trận Kircholm (27 tháng 9 năm 1605, hoặc 17 tháng 9 theo lịch các nước Tin Lành) là một trong những trận đánh lớn của chiến tranh Ba Lan-Thụy Điển giai đoạn 1600-1611. Cục diện chiến trường được quyết định chỉ sau 20 phút tàn sát của khinh kỵ binh Ba Lan, và được xem là một trong những chiến thắng vĩ đại nhất của Vương quốc Ba Lan và Đại Công quốc Litva (gọi tắt là Liên Bang Ba Lan-Litva).

## Trước trận chiến
Buổi sáng ngày 27 tháng 9 năm 1605, liên quân và các lực lượng Thụy Điển gặp nhau gần thị trấn nhỏ của Kircholm (nay là Salaspils ở Latvia, cách thủ đô Riga 18 km về phía Đông Nam). Karl IX có tổng cộng 10.800 quân và 11 khẩu pháo. Trong quân đội Thụy Điển, có vài nghìn người Đức và lính đánh thuê Hà Lan, cùng vài trăm quân Scotland. Liên quân Ba Lan dưới quyền chỉ huy của Jan Karol Chodkiewicz bao gồm khoảng 1.300 bộ binh (1.040 lính đánh thương và 260 Ngự lâm quân), 2.400 kỵ binh và chỉ có 4-7 khẩu pháo.

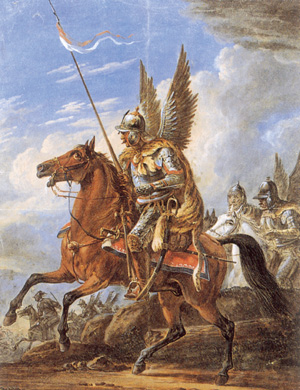
Khinh kỵ binh Towarzysz của Ba Lan

Tuy nhiên, lực lượng Ba Lan-Litva được nghỉ ngơi đầy đủ và kỵ binh của họ chủ yếu là khinh kỵ binh Towarzysz hay kỵ binh nặng với thương dài, trong khi đó kỵ binh Thụy Điển chất lượng kém hơn, trang bị súng ngắn và súng cacbin, ngựa cũng yếu hơn, và tất cả đã mệt mỏi sau khi hành quân trong cơn mưa xối xả đêm hôm trước. Phần lớn kỵ binh đến từ Đại Công quốc Litva, khoảng 200 của vua Ba Lan, hầu hết là lính đánh thuê hay các đồng minh gần gũi của Chodkiewicz. Quân Ba Lan-Litva cũng được hỗ trợ bởi một số ít người Thát Đát.

## Triển khai lực lượng
Quân Thụy Điển đóng trên ngọn đồi đối diện, cách người Ba Lan khoảng một cây số. Quân Thụy Điển dường như xếp theo thế trận bàn cờ, hình thành bởi 13 khối bộ binh (mỗi khối gồm 600-650 lính) và 11 liên đội kỵ binh (200-220 người mỗi đơn vị), cách nhau một tầm súng. Bảy khối bộ binh tạo thành hàng đầu (4600 lính), phía sau là 6 liên đội kỵ binh (1.500 binh sĩ). Tướng Brandt chỉ huy cánh trái, công tước Friedrich xứ Lüneburg phụ trách bên phải. Cánh quân thứ 2 gồm 3.700 bộ binh và 1.000 kỵ binh dựa lưng vào nhà thờ Kircholmu. Chiều rộng đội hình khoảng 800m. Kỵ binh Thụy Điển và Đức phụ trách bảo vệ 2 bên sườn, các khẩu pháo dàn trước đội hình.

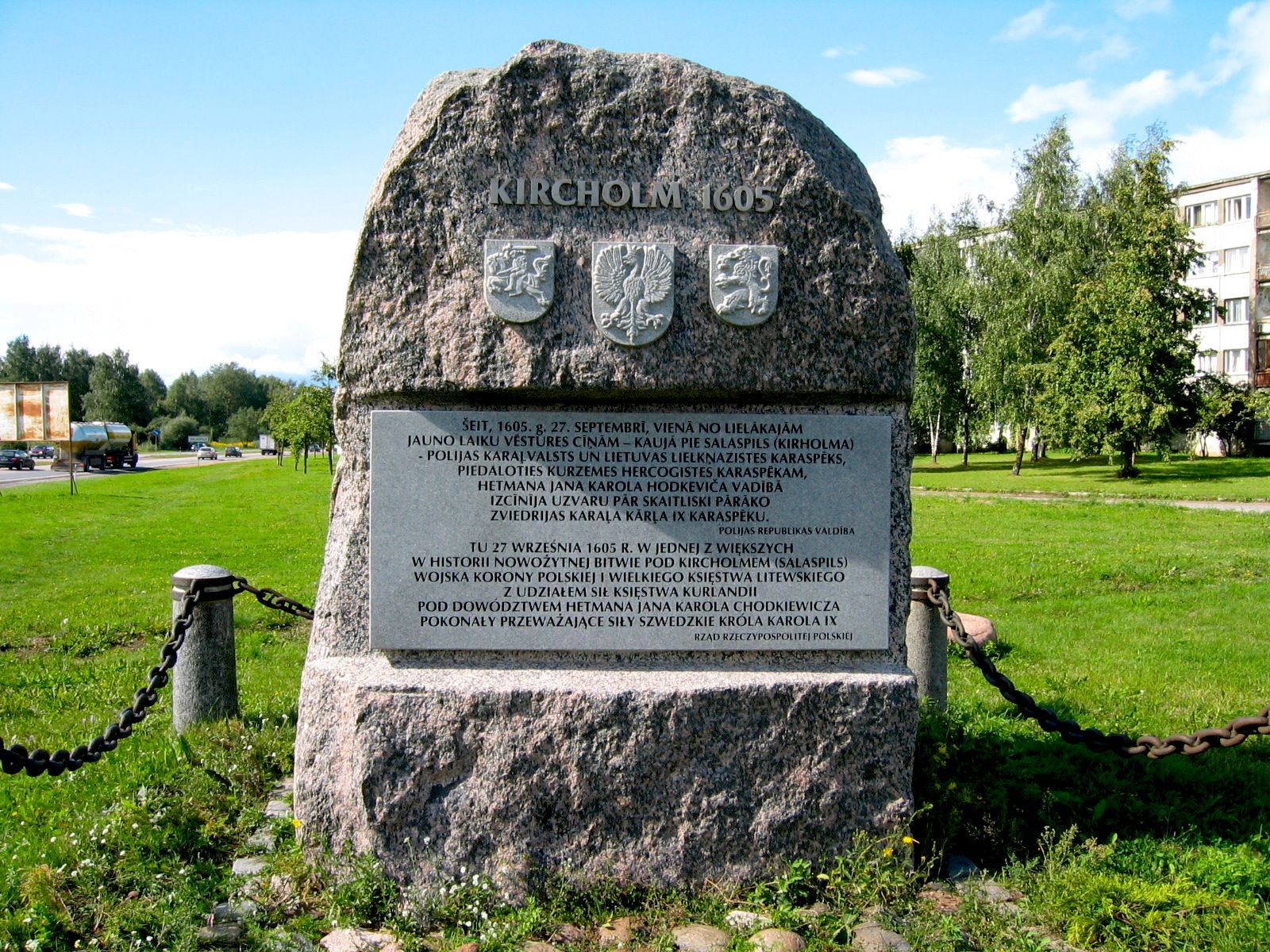
Tượng đài trận Kircholm tại Salaspils

Jan Karol Chodkiewicz bố trí lực lượng của mình theo đội hình truyền thống Ba Lan-Litva,với cánh trái mạnh hơn đáng kể và được chỉ huy bởi Thomas Dąbrowa (1250 kỵ binh), trong khi cánh phải ít hơn dưới quyền của Paweł Jan Sapieha (700 kỵ binh). Khu trung tâm là đại đội riêng của Chodkiewicz gồm 300 kỵ binh do Woyna lãnh đạo và đơn vị kỵ binh Đức do Công tước xứ Courland gửi đến. Bộ binh Litva trang bị kiểu Hungary, tạo thành hai khối ở trung tâm. Khoảng 280 kỵ binh cánh trái đóng vai trò như ngự lâm quân, dưới quyền Teodor Lacki.

## Diễn biến trận chiến

bản đồ trận chiên trước khi kỵ binh Ba Lan tấn công

Trong suốt ba giờ, hai bên giữ vị trí, chỉ thỉnh thoảng trao đổi vài phát đại bác. Quân Thụy Điển không muốn rời khỏi ngon đồi, nơi phòng thủ hiệu quả các đợt tấn công của kỵ binh. Cuối cùng Chodkiewicz quyết định dùng một đòn đánh nhử để dụ đối phương. Những người Thụy Điển theo Karl tưởng rằng người Litva và viện quân Ba Lan đang rút lui, do đó dâng cao, dãn đội hình của mình để dễ dàng đuổi theo. Đó là những gì Chodkiewicz đang chờ đợi. Hỏa lực của liên quân bắt đầu gây ra một số thiệt hại cho người Thụy Điển, lúc này các khinh kỵ binh nhanh chóng tập hợp thành đội hình tác chiến và quay lại tấn công. Vì khoảng cách xa, quân trên đồi đã không kịp tiếp ứng, và như vậy do đánh giá sai tình hình, quân Thụy Điển chỉ còn một nửa khi giáp mặt người Ba Lan, tuy nhiên vẫn có số lượng đông đảo hơn.
Chodkiewicz nhận thấy cánh trái của Thụy Điển mạnh hơn cánh phải, ông quyết định tấn công vị trí này. Trận chiến bắt đầu với cuộc đột kích vào sườn trái Thụy Điển. Đồng thời, khoảng 300 khinh kỵ quấy rối bộ binh ở trung tâm, ngăn cản họ hỗ trợ hai cánh. Lính đánh thuê Đức không có cơ hội nào khi xáp chiến với kỵ binh mạnh nhất châu Âu, và bỏ chạy sau vài phút chiến đấu. Thấy kỵ binh địch bị đánh lui, Chodkiewicz ra lệnh ngay cho cánh trái của mình và tất cả các đơn vị dự bị còn lại tấn công sườn phải quân Thụy Điển.

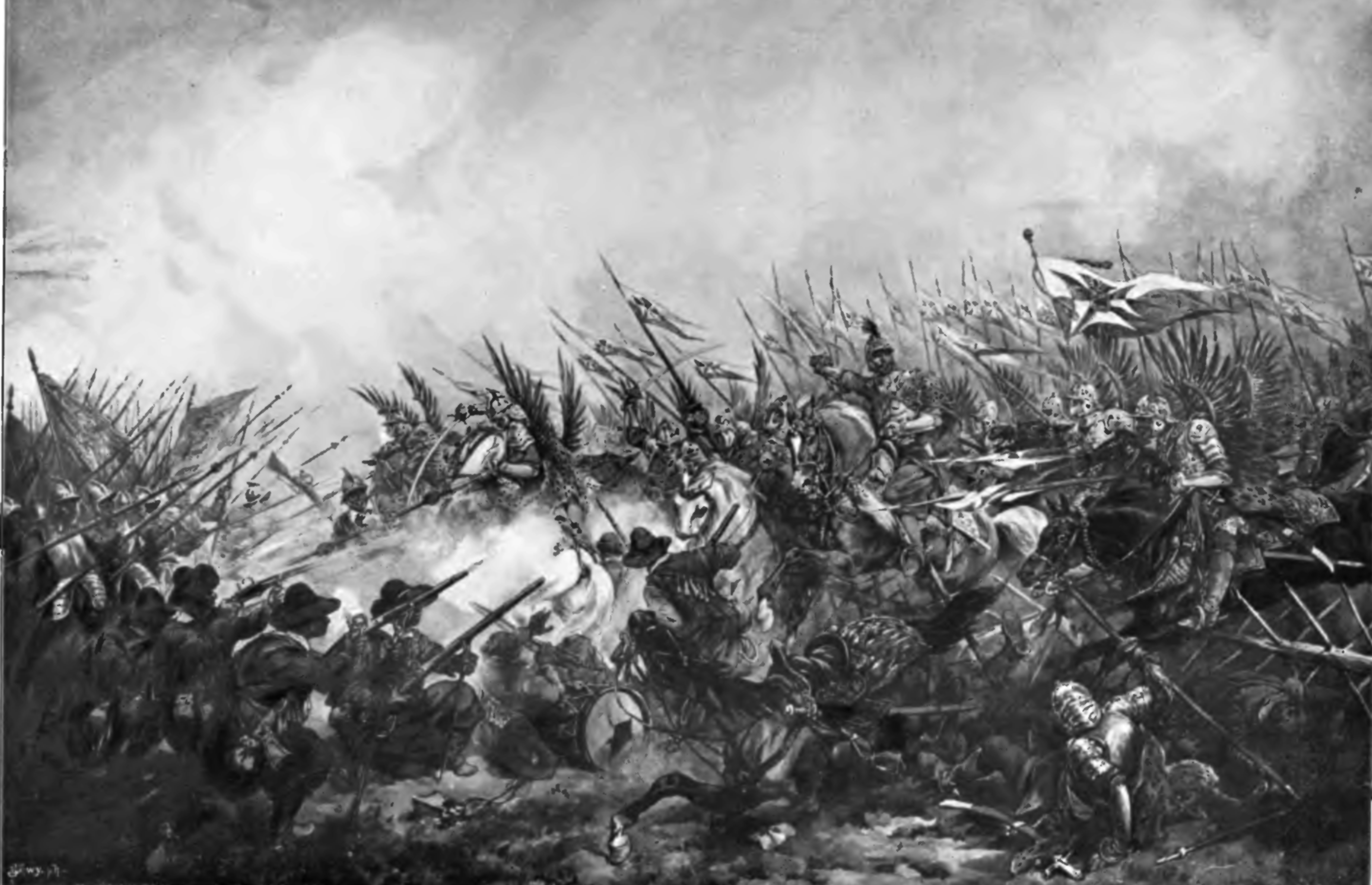
Kỵ binh Ba Lan tấn công

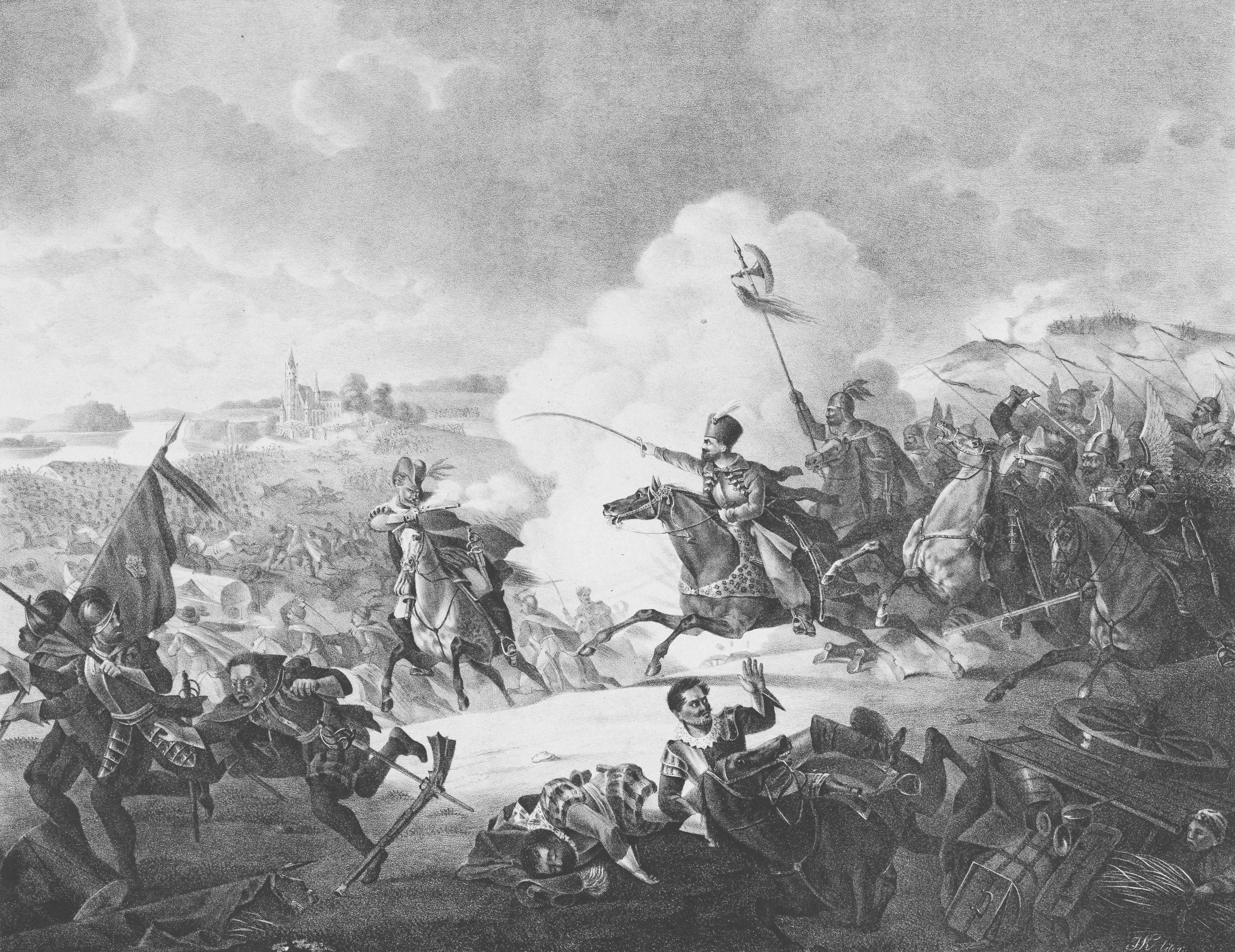
Jan Karol Chodkiewicz trong trận Kircholm

Kỵ binh đánh thuê nhanh chóng vỡ cả hai cánh và bộ binh ở trung tâm bị tấn công từ ba mặt cùng một lúc. Tướng Anders Lenartssona và công tước Frederick xứ Lüneburg tử trận. Bị bám riết, kỵ binh Thụy Điển chạy loạn, xéo lên bộ binh của chính mình, người Thụy Điển mất hết tinh thần và sụp đổ chỉ trong chốc lát. Thảm họa bắt đầu!
Vua Thụy Điển mình đầy vết thương,có lẽ đã không thể sống sót nếu không có Wrede Henry, người đã nhường vua con ngựa của mình trước khi hy sinh(vì sự hy sinh này, vợ góa ông ta được ban tặng đất đai ở Phần Lan năm 1608 và con cháu được nữ hoàng Kristina phong danh hiệu nam tước).
Sau 20 đến 30 phút giao tranh, cường quốc Bắc Âu hoàn toàn bị đánh bại. Quân đội của Karl IX đã mất ít nhất một nửa, có lẽ nhiều hơn hai phần ba sức mạnh ban đầu của nó (70% quân số và 90% bộ binh theo các tài liệu thời đó). Phía Ba Lan-Litva khoảng 100 người chết (trong số này chỉ có 13 kỵ binh) và 250 con ngựa, 200 người bị thương; mặc dù phần lớn ngựa còn lại đều gặp phải vấn đề-do các vết thương trong khi giao chiến-và cần được thay thế.
Như tất cả các chiến thắng mang tính hủy diệt trong thời kỳ này, quân Thụy Điển phải chịu tổn thất nặng nề khi rút chạy bởi những cánh rừng rậm và đầm lầy trên đường trở lại Riga. Nông dân địa phương cũng tham gia truy đuổi, để trả thù các vụ cướp phá. Tướng Brandt bị bắt cùng 500 tù binh, một số nhỏ khác được tha. Thương vong nhẹ phía Ba Lan-Litva phần lớn do tốc độ ấn tượng của chiến thắng. Trong các đợt xung phong liên hồi, tổn thương lớn nhất thuộc về những con ngựa trong khi đa số kỵ binh được bảo vệ bởi đầu và cổ con ngựa họ cưỡi.
Ngày hôm sau, trong trại quân Thụy Điển ở Riga, những người chiến thắng thu được thực phẩm, đạn dược, toàn bộ pháo dùng trong cuộc vây hãm, thậm chí cả tủ quần áo khảm bạc của vua Charles IX. Theo lệnh của Chodkiewicz, tướng Lennartsson được chôn cất với đầy đủ nghi thức quân đội tại nhà thờ Riga, và thi thể Công tước xứ Lüneburg được gửi về cho Charles IX.

## Sau trận chiến

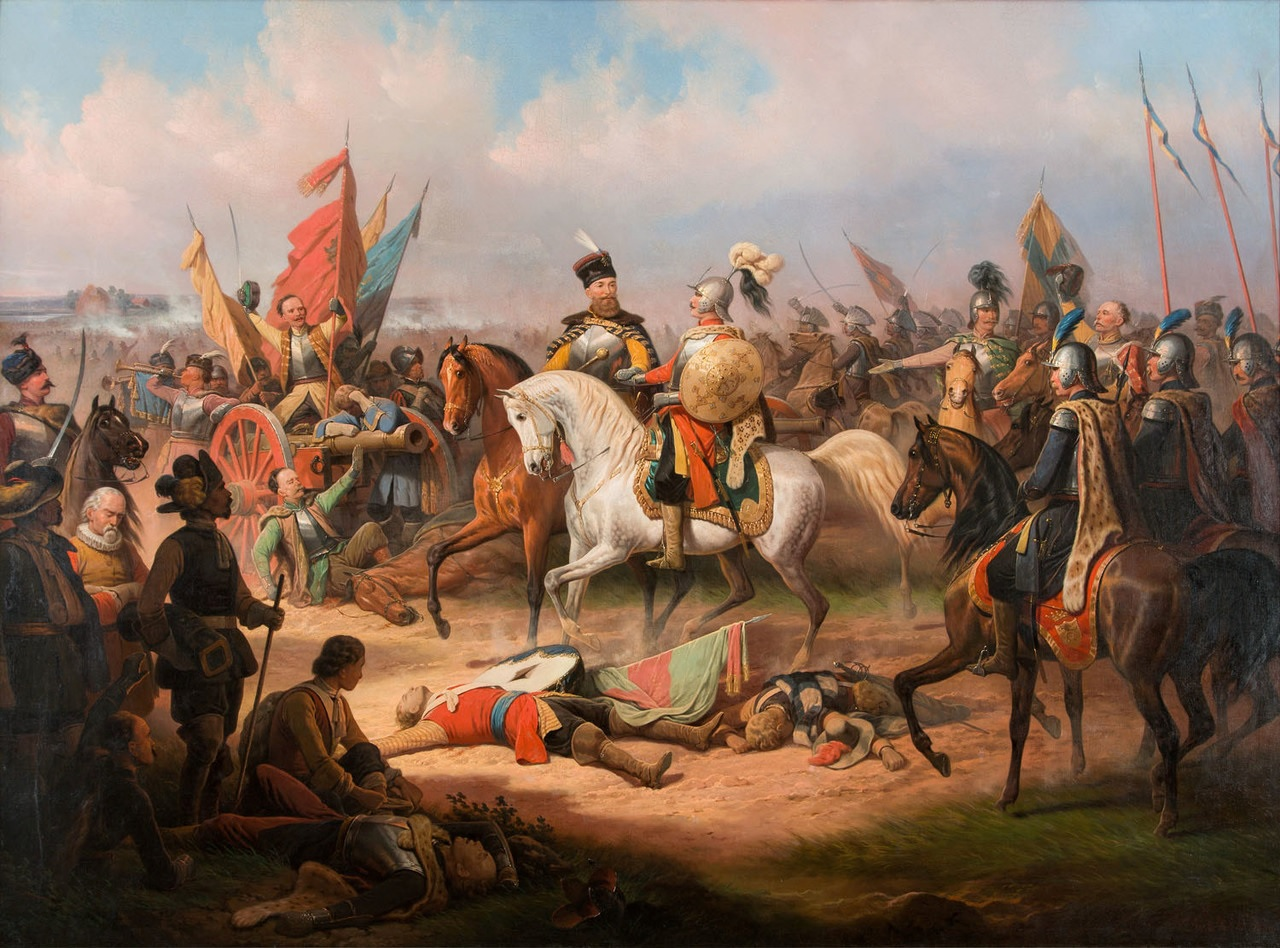
Sau trận chiến

Sau thất bại, Charles IX buộc phải từ bỏ cuộc bao vây thành Riga, rút về bằng tàu qua biển Baltic và Thụy Điển mất quyền kiểm soát Bắc Latvia và Estonia. Tuy nhiên, phía Liên Bang không thể khai thác triệt để chiến thắng này vì không còn tiền trả cho binh lính, trong tình hình đã nợ lương nhiều tháng. Họ thiếu lương thực, thức ăn cho ngựa và các thiết bị quân sự khác, vì vậy những chiến dịch tiếp theo chỉ tiến hành nửa vời. Một yếu tố khác là không dễ bổ sung số lượng lớn ngựa chiến, vốn đòi hỏi công huấn luyện và chăm sóc chu đáo.
Cuối cùng, một hòa ước đã được ký kết trong năm 1611 khi Nga can thiệp vào xung đột vùng Baltic, và tuy đạt những chiến thắng rất quan trọng, song việc các lãnh đạo Liên Bang bất hòa cộng với tham gia nhiều mặt trận đã cho Thụy Điển cơ hội xây dựng lại lực lượng. Đến 1617, chiến tranh lại tiếp tục nhưng với kết quả đảo ngược. Năm 1621, nhà vua Thụy Điển mới, Gustavus Adolphus đổ bộ xuống gần Riga và đánh chiếm thành phố này sau một cuộc bao vây ngắn, xóa đi trong mắt người Thụy Điển - phần lớn sự tủi nhục tại Kircholm.

## 400 năm sau
Ngày 27 tháng 9 năm 2005, lại một lần nữa quốc kỳ Ba Lan tung bay trên chiến trường 400 năm tuổi này. Tại Salaspils-trước 1917 là Kircholm, có một tượng đài kỷ niệm, trên đó khắc những dòng chữ viết bằng tiếng Ba Lan và Latvia:
"Tại đây, ngày 27 tháng 9 năm 1605, diễn ra một trong những trận chiến lớn nhất trong lịch sử Kircholm (Salaspils). Các lực lượng Ba Lan, Đại công quốc Litva và Công quốc Courland dưới sự chỉ huy của Hetman Jan Karol Chodkiewicz đã đánh bại hoàn toàn quân đội của nhà vua Thụy Điển Charles IX "
Lễ kỷ niệm chính thức diễn ra khiêm tốn: đặt hoa, đọc diễn văn và quay phim, chụp ảnh. Thành phần tham gia gồm: đại diện Đại sứ quán Ba Lan ở Latvia, đại sứ Litva, đại sứ Thụy Điển, tùy viên quân sự Thụy Điển, đoàn đại biểu Liên minh người Ba Lan ở Latvia và chính quyền thành phố. Điều thú vị là các bài phát biểu được đọc tại đài tưởng niệm phía Thụy Điển, không phải của Ba Lan.